# Shōichi Nakagawa
Shōichi Nakagawa (中川昭一?, Nakagawa Shōichi; Shibuya, 19 luglio 1953 – Tokyo, 4 ottobre 2009) è stato un politico giapponese.
Esponente del Partito Liberal Democratico (LDP), è stato Ministro delle Finanze dal 24 settembre 2008 al 17 febbraio 2009. Precedentemente è stato Ministro dell'Economia e Ministro dell'Agricoltura. Nel febbraio 2009 a Roma, nell'ambito del G7 finanziario, si era presentato all'apparenza ubriaco in conferenza stampa, fatto che provocò le sue dimissioni da ministro.
In seguito ai fatti di Roma, Nagakawa cadde in uno stato depressivo e il 4 ottobre 2009 è stato trovato morto dalla moglie nel suo appartamento a Tokyo. Alle elezioni politiche del 30 agosto 2009, Nakagawa era stato travolto dall'ondata del partito Democratico di Yukio Hatoyama, mancando la rielezione in Parlamento per la prima volta dal 1983..